# 玛丽亚·莎拉波娃
瑪麗亞·尤里耶芙娜·莎拉波娃（俄语：Мари́я Ю́рьевна Шара́пова，羅馬化：Mariya Yuryevna Sharapova，1987年4月19日—），俄羅斯前職業網球運動員，單打最高世界排名第一，五座大滿貫得主。
她在四歲開始打網球，八歲時移居到美國佛羅里達州布雷登頓，並接受專業的網球訓練。2001年開始轉為職業球員，於2004年溫布頓錦標賽以17歲年紀打敗世界球后兩屆衛冕冠軍塞雷娜·威廉姆斯奪得冠軍，從而一舉成名。由於出色的球技與出眾的外表，甫出道就被封為「天才美少女」。2005年8月首次登頂世界第一，成為WTA史上第16位登頂單打世界第一的球員，也是首位登上世界第一的俄羅斯人，並先後五次登上后座，在位時間累積21周。
職業生涯中期飽受肩傷困擾，世界排名一度跌出前一百名，也出現過大滿貫單打首輪出局的狀況。2011年開始，成績逐步回升，獲得2012年法網冠軍之後，完成了生涯大滿貫，並再度重返球后寶座，但於倫敦奧運女單決賽不敵塞雷娜·威廉姆斯，未能成為史上第二位女單生涯金滿貫得主。2013年下半年，再度遭受肩傷侵襲，遠離賽場半年多，至2014年傷癒復出。
2016年3月7日，莎拉波娃在洛杉矶召开新闻发布会，宣布自己接到世界反兴奋剂机构的通知，未能通过1月在澳大利亚网球公开赛期间的兴奋剂检测。2016年6月8日，国际网球联合会（ITF）宣布俄罗斯网球选手莎拉波娃被禁赛两年。而後2016年10月4日，申訴成功減為15個月。
2020年2月26日，莎拉波娃正式退役。

## 家庭和個人生活
莎拉波娃的雙親早年都住在白俄羅斯的戈梅利，但為了躲避車諾比核電廠事故帶來的影響，便舉家搬到蘇聯俄羅斯的西伯利亚，並於尼亞甘生下莎拉波娃。
莎拉波娃兩歲時，全家人又搬到索契，她的父親尤里·沙拉波夫（Yuri Sharapov）在當地認識了亞歷山大·卡菲尼可夫（Aleksandr Kafelnikov），也就是1996年法網和1999年澳網男子單打冠軍耶夫戈尼·卡菲尼可夫（Yevgeny Kafelnikov）的父親。四歲時，莎拉波娃從亞歷山大手中獲得第一把網球拍，並在當地公園和她的父親開始練習網球。
六歲時，莎拉波娃到莫斯科參加網球課程，進而被課程創辦者納芙拉蒂洛娃（Martina Navratilova）推薦到美國的網球學校學習。七歲時，她與父親遷往美國佛羅里達州，至於母親則因為受到簽證限制，遲了兩年才完成移民。一開始，莎拉波娃的父親在當地做低收入的工作維生，直到隔年才獲得IMG集團贊助，正式於當地的尼克‧波利泰尼網球學校（Nick Bollettieri Tennis Academy）就讀。
莎拉波娃在九歲移民到美國，但是仍然保留俄羅斯國籍。莎拉波娃希望如海寧一樣在25歲退休，她說：「如果在25歲贏得多個大賽冠軍，我也會退出球壇。」 在2008年澳網比賽想多留球壇10年。
2003年11月莎拉波娃与一家模特兒公司签约，由於外表標緻，莎拉波娃经常被拿来与另一名俄罗斯网球选手庫妮可娃（Anna Kournikova）做比较，但二人都不喜歡這種比較。事實上，莎拉波娃花在网球上的时间远比庫妮可娃多，后者更常出现在各大公司产品的展销会上，网球上的表现卻平平。
2011年起，莎娃與知名網球球拍公司海德（Head）簽訂五年合約。在此之前，她使用的球拍為王子（Prince），並早在2004年奪下溫網冠軍前，便與她四處征戰多年。
2012年8月，莎拉波娃耗資50萬美元，創立自己的個人糖果品牌「Sugarpova」，在各個職業賽場上莎娃都會在賽前向大眾推銷她的糖果品牌，甚至在2013年的澳網進入男球員的更衣室進行推銷。一度傳出消息稱莎娃想用“sugarpova”的名字征戰2013年的美網，利用職業賽場推廣自己的品牌。但最後由於考慮到其他國家的簽證問題，最終莎娃及其團隊已經叫停了改名計劃。
2014年2月7日，莎拉波娃成為索契冬奧會其中一名奧運火炬手，是開幕式上第一個手持火炬進入會場的運動員。在此之前，莎拉波娃成為美國NBC電視網特邀報道員，及時追蹤索契冬奧會賽事狀況。
2010年年底，莎娃與斯洛維尼亞籍NBA湖人隊後衛薩沙·武賈西奇訂婚。但莎娃在2012年美網第三輪取勝後的記者會上，自曝已與武賈西奇分手，也同時澄清兩人原預定當年11月完婚的傳言。同年12月，莎拉波娃被媒體拍到和保加利亞籍球員格里戈爾·季米特洛夫在街頭牽手和熱吻，戀情隨即曝光。但莎拉波娃沒有正面作出回應。2013年馬德里公開賽比賽期間，莎拉波娃在贏得比賽之後於鏡頭寫下“How did you know it?”，間接承認了這段戀情。隨後在季米特洛夫的比賽中，莎拉波娃屢屢出現在季米特洛夫的球員包廂中，也證明了兩人確實是情侶關係。2015年7月兩人宣布分手。最近一段感情自2018年開始，亞歷山大（Alexander Gilkes）為藝術品拍賣網「Paddle8」的創辦人之一，他更是英國皇室哈利（ Prince Harry）的好友。他們於 2020 年 12 月 17 日宣布訂婚。而後瑪莉亞也在社交媒體上用英文寫下我願意三字
2022年7月1日，長子Theodore出生。
莎拉波娃曾獲美國《體育畫報》選為2006年最美麗運動員；入選時尚雜誌《VOGUE》的10大最具衣著品味女性；獲《USATODAY》及《MSNBC》選為2006年最佳女子運動員。另外，在福布斯提供的「全球收入最高的運動員」排行榜中，莎拉波娃已在女子部分十度蟬聯第一（2005–2014）。2019年福布斯統計收入最高的女運動員，莎拉波娃以年收入700萬美元，排名第7名。

## 網球生涯

### 2001年–2003年：嶄露頭角
莎拉波娃在她滿14歲那天（2001年4月19日）轉為職業選手，並開始在職業賽亮相，但該年僅參加了一項ITF比賽（舉辦於美國的薩拉索塔），並於首輪鏖戰三盤出局。2002年，她以十四歲又九個月的年紀參加澳洲網球公開賽青少女組女單賽事，是該組別有史以來最年輕的選手。在晉級溫布頓網球錦標賽的青少女組決賽之前，曾參加WTA的太平洋人壽公開賽，並於第二輪被童年偶像莎莉絲（Monica Seles）以大比分淘汰。
2003年，她開始完整地參與WTA級的職業賽事，澳網及法網均從會外賽三連勝打進會內賽，但也都在第一輪被淘汰。不過這些表現使她在溫網獲得外卡參賽資格，晉級過程中淘汰了十一號種子杜琪克（Jelena Dokic），三連勝後，於第四輪與同胞库兹涅佐娃（Svetlana Kuznetsova）苦戰三盤下遭淘汰。
美網第二輪敗給露華（Émilie Loit）。之後在日本網球公開賽決賽中擊敗卡普羅什（Anikó Kapros），首次贏得WTA賽事的冠軍，接著在加拿大魁北克市舉行的貝爾挑戰賽決賽中擊敗塞奎拉（Milagros Sequera），獲得第二座WTA冠軍。年終世界排名來到第32位，並成為WTA年度最佳新人。

### 2004年：溫網冠軍
澳網於第三輪被七號種子米斯基娜（Anastasia Myskina）淘汰，整個春季在硬地上的最佳表現是於美國孟菲斯打進四強，敗於兹沃纳列娃（Vera Zvonareva）。
在紅土賽季中，莎拉波娃於卡達電信公開賽打進第三輪，使世界排名提升至20名以內。法網成功闖入八強，但遭保拉·蘇亞雷斯淘汰出局。與此同時，由於奧運網球項目限制同一國家僅能派出四名選手，儘管莎拉波娃當時排名不低，但由於俄羅斯頂尖好手眾多，使得她在法網結束後的積分結算中居於劣勢，最終無緣參加2004年的雅典奧運會。

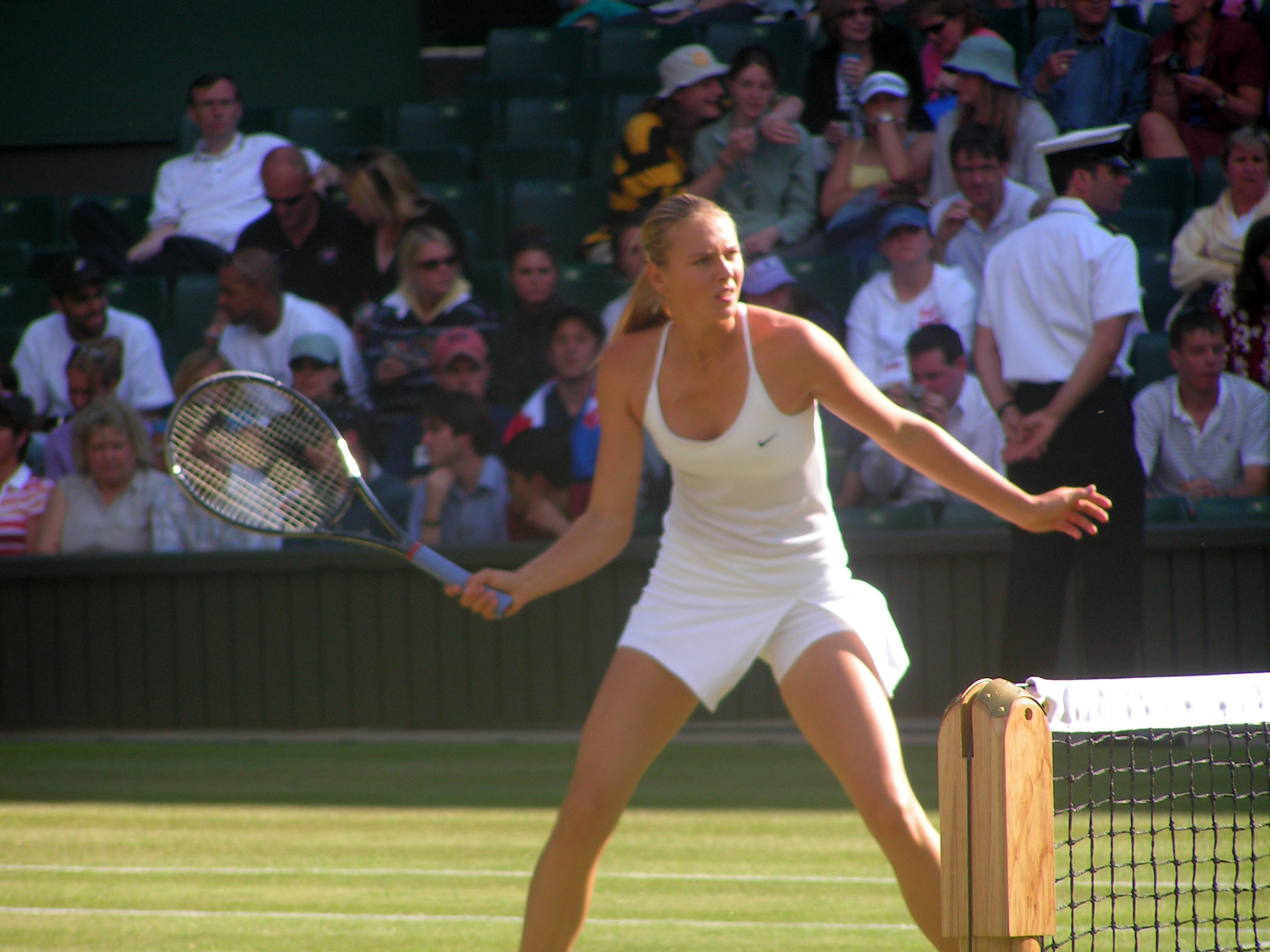
2004年溫布頓網球公開賽中的舒拉寶娃

然而在奧運開始前的草地賽季，莎拉波娃的表現可謂突飛猛進，6月，她先於伯明翰舉辦的DFS經典賽奪冠，緊接著，莎拉波娃挾草地連勝之姿參加溫網，一路打進決賽，並爆冷以大比分擊敗二屆溫網冠軍暨衛冕冠軍小威廉絲（Serena Williams），成為溫網史上第二年輕的女子冠軍（第一是在1997年奪冠的辛吉斯，當時只有16歲），也成為史上第一位赢得此項赛事冠軍的俄羅斯選手。
美網第三輪被皮尔斯（Mary Pierce）淘汰，之後在漢城公開賽和日本網球公開賽連續奪冠。10月的蘇黎世公開賽晉級決賽，但被莫利克（Alicia Molik）擊敗。年底，莎拉波娃生涯首度參與WTA年終賽，分組賽二勝一負，順利晉級，決賽在對手小威廉絲腹部受傷的情況下，三盤逆轉奪冠，並宣布將附贈的保時捷義賣捐助給別斯蘭人質危機中的受難家屬，年終排名躍升至第4。

### 2005年：登上世界第一
澳網八強擊敗第五種子暨美網冠軍库兹涅佐娃，準決賽在拿下首盤，第二盤又有一個破發球局的優勢下，被小威廉絲大逆轉擊敗（2–6、7–5、8–6）。2月，在日本舉行的泛太平洋公開賽擊敗頭號種子黛文波特（Lindsay Davenport），第一次贏得WTA一級賽事冠軍。三星期後，她又於杜哈贏得卡達公開賽，世界排名首次進入前三名。
在印弟安納維爾斯大師賽中，莎拉波娃遭黛文波特以兩盤6–0擊敗，是生涯最慘烈一戰。但在納斯達克100公開賽中，她連續擊敗賈斯汀·海寧（Justine Henin）及大威廉絲（Venus Williams）兩位前世界第一闖入決賽，不過最終仍敗給克莱斯特尔斯（Kim Clijsters），僅獲亞軍，世界排名升上第2。
在羅馬舉辦的BNL意大利國際賽中，莎拉波娃首次躋身紅土賽四強。同年法網，莎拉波娃連續第二年進入八強，但卻遭後來的冠軍賈斯汀·海寧（Justine Henin）打敗。6月成功衛冕DFS經典賽後參賽溫網，於四強前僅失一盤，將草地賽連勝紀錄增至24場，最終被後來的冠軍大威廉絲直落二淘汰。
8月22日，莎拉波娃登上世界排名第1，成為WTA史上第十六位世界第一，因而能在美網首度以大滿貫賽頭號種子的頭銜出戰，於準決賽三盤敗給後來的冠軍克莱斯特尔斯（Kim Clijsters）。年底於洛杉磯舉行的年終賽中，雖再次打進準決賽，但卻敗於毛瑞斯莫（Amelie Mauresmo）拍下。
全年贏得三項冠軍，成績為53勝12負，年終排名與去年相同，皆為第4，同時依舊是排名最高的俄羅斯球手。

### 2006年：美網冠軍

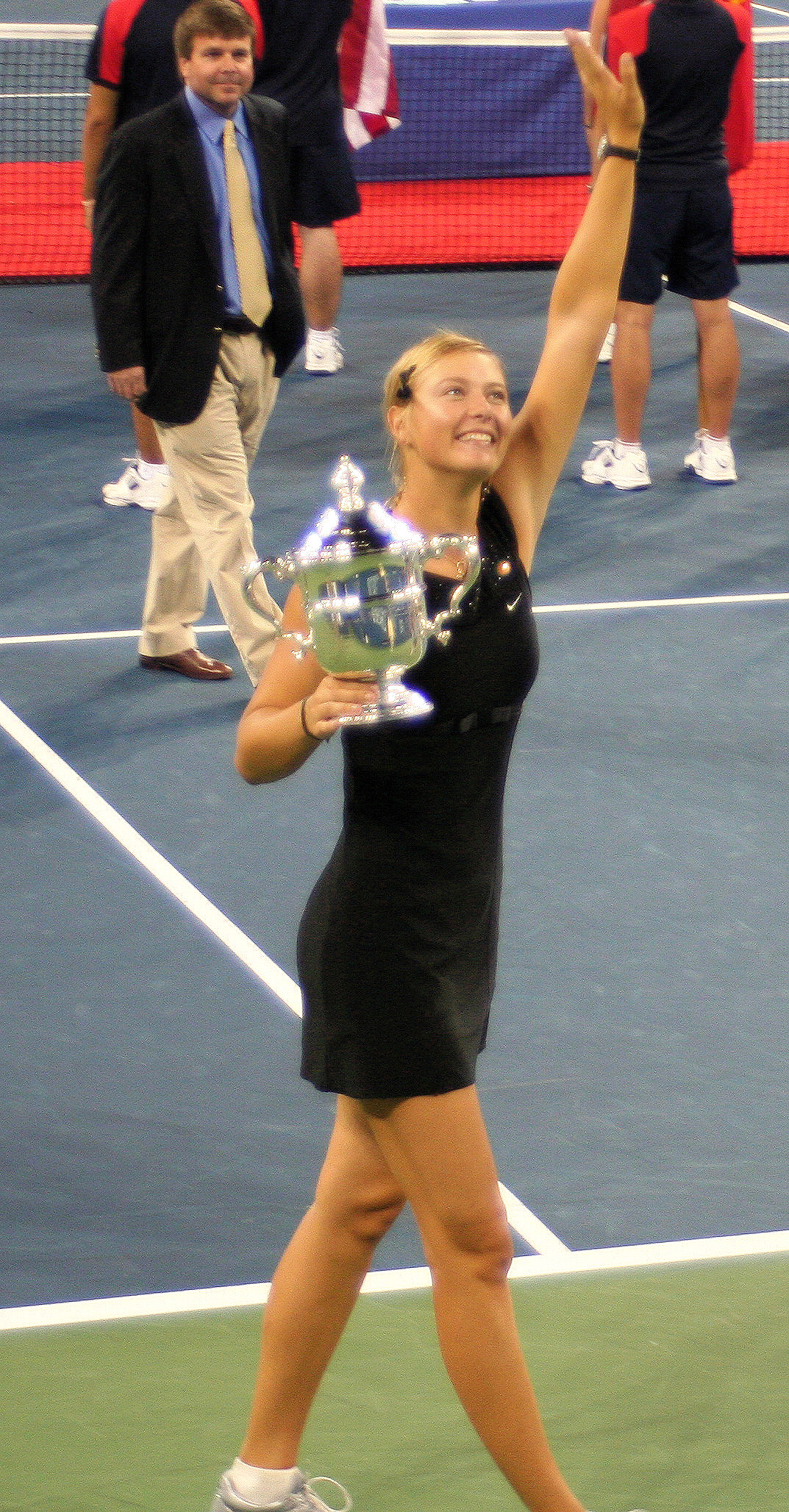
莎拉波娃贏得2006年美國網球公開賽冠軍後慶祝。

2006年澳网，莎拉波娃穿上如睡衣一般的服裝上場比賽，成為花邊新聞。同年2月，她出現在《體育畫報》（Sports Illustrated）一年一度的運動員泳裝圖輯 （页面存档备份，存于）中。重大賽事表現方面，澳網和杜拜都敗於賈斯汀·海寧，邁阿密則敗於库兹涅佐娃，但莎拉波娃在印地安泉女網賽中擊敗了德門蒂耶娃（Elena Dementieva）奪冠，整體而言，春季硬地的表現不錯。
不過莎拉波娃後來因傷退出了所有紅土熱身賽事，直接參加法國網球公開賽，在熱身不足以及本身紅土技術就較差的情況下，在第一輪面對馬紹娜·華盛頓（Mashona Washington）時，險些要爆冷輸掉比賽，此時突然有幾隻白鴿降落球場中斷比賽，之後她救回關鍵分並完成大逆轉，但也顯示出傷後復出的狀態並未回到最佳，終在第四輪遭沙芬娜（Dinara Safina）淘汰出局。草地賽季中，她未能連續三年衛冕DFS經典賽冠軍。儘管如此，她仍是溫網賽事的大熱門，可惜於四強時遭頭號種子毛瑞斯莫擊敗。
莎拉波娃在北美硬地賽季找回氣勢，她在Acura經典賽決賽中，生涯首度擊敗克莱斯特尔斯奪冠，美網亦一路晉級，最終於準決賽和決賽接連擊敗過去對戰紀錄都處於劣勢的毛瑞斯莫和賈斯汀·海寧，第二度奪得大滿貫賽冠軍。美網後，她又贏得蘇黎世和林茲兩項冠軍，成為當年WTA巡迴賽的大贏家，並將世界第一的爭奪戰延長至年終賽。
年終，莎拉波娃雖於小組賽三戰全勝，但在準決賽中敗於賈斯汀·海寧，年終排名以世界第2作收，仍創下個人新高。

### 2007年：肩傷侵襲

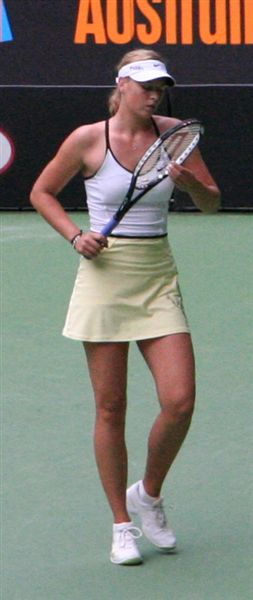
莎拉波娃在2007年澳大利亞網球公開賽

澳網，莎拉波娃在時任世界第一的賈斯汀·海寧未參賽的情況下，以頭號種子身份參賽，並一路打進決賽，不過最終慘敗給當時剛復出狀況極好的小威廉絲，但亞軍成績已足以使她重返世界第一。之後，莎拉波娃傷病不斷，復出的海寧則接連奪冠，使得她的排名未能維持太久。
紅土賽季因為受傷，於法網賽前僅參加了伊斯坦堡杯，並在準決賽被雷扎伊（Aravane Rezai）擊敗。5月，莎拉波娃在法網殺進四強，雖以2–6、1–6慘敗給當時狀況相當好的伊萬諾維奇（Ana Ivanovic），卻也創下她個人在法網的歷年最佳成績。
7月，莎拉波娃在溫網第四輪遭遇復出的大威廉絲，賽前被看好為一場勢均力敵的比賽，最終莎拉波娃直落二輸球；8月，莎拉波娃在聖地牙哥公開賽拿下她2007年的首座冠軍。
9月，身為衛冕冠軍的莎拉波娃在美網第三輪以4–6、6–1、2–6，爆冷輸給了當時排名還只有32名的小將拉德萬斯卡（Agnieszka Radwanska）。此戰過後，莎拉波娃又因傷整整休息了三個多月，才在WTA年終賽亮相復出。雖然是肩傷後復出，但莎拉波娃在馬德里舉辦的年終賽中，令人意外地一路強勢晉級，在擊退各家好手闖進決賽後，與當時狀況極佳的海寧激戰近三個半小時，才以7–5、5–7、3–6落敗。
年終的成績是40勝11負，世界排名第5。

### 2008年：澳網冠軍與肩傷困擾
澳網名列第五種子，在籤表極其艱困的情況下一路過關斬將，第二輪淘汰前世界排名第1的黛文波特；第四輪淘汰德門蒂耶娃；八強戰又遭遇頭號種子海寧，但全場表現神乎其技，以6–4、6–0直落二勝出，並結束了海宁於賽前的32場連勝紀錄；四強擊敗揚科維奇（Jelena Jankovic），決賽中又以7–5、6–3直落二擊敗伊万诺维奇（Ana Ivanovic），全場發球局只失十分，結果在整項賽事一盤未失的情況下，奪得她個人生涯的第三項大滿貫賽冠軍。
2月底的卡達公開賽，莎拉波娃繼續維持不敗，直到印地安泉女網賽的準決賽才遭同胞库兹涅佐娃中斷，在18連勝畫下句點。
4月，莎拉波娃參與了賽季第一場土場賽事——博士倫女網賽。準決賽的對手黛文波特因感冒退賽，決賽時莎拉波娃打敗來自斯洛伐克的小將齊布爾科娃（Dominika Cibulkova），奪得個人第一個土場（綠土）賽事的冠軍。5月中旬，莎拉波娃因為海寧的突然退役，遞補而短暫重回世界排名第1，並以頭號種子出戰法網，但卻在第四輪出局，同時失去世界第1的排名。
溫網時表現開始不穩，於第二輪被世界排名154位的庫德雅芙翠娃（Alla kudryavtseva）擊敗，研判這跟她當時遭誤診而延誤醫治的重大右肩傷勢有關，最終莎拉波娃在加拿大羅傑斯盃第一輪淘汰多瑪喬斯卡（Marta Domachowska）後，宣佈因傷需要長期休養，而提前結束了賽季，同時也錯過了接下來的北京奧運會、美國網球公開賽及WTA年終賽。
年終世界排名滑落至第9，奪得三個冠軍，並取得32勝4負佳績。

### 2009年：術後復出

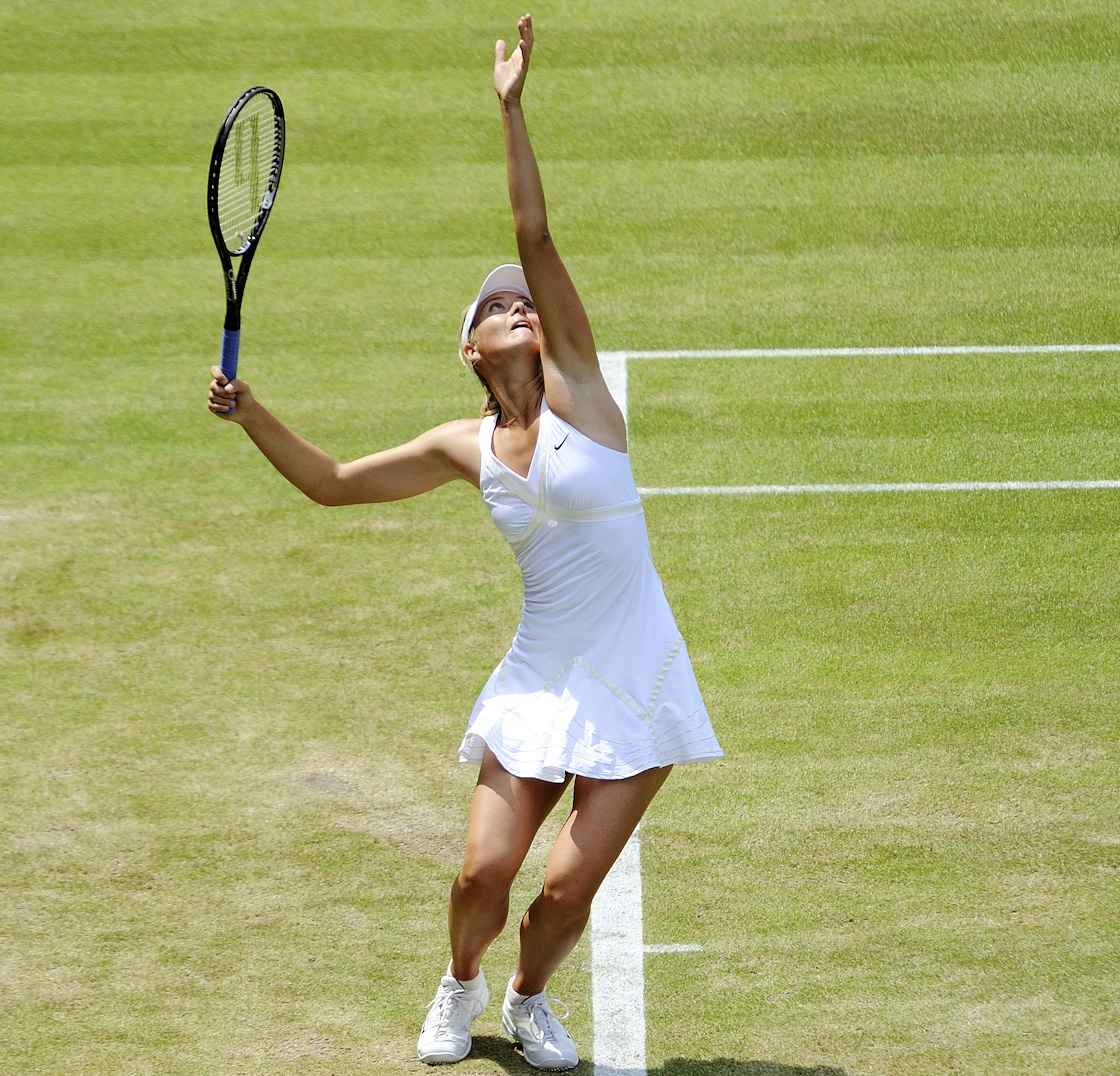
舒拉寶娃在溫網比賽中發球。

由於肩膀手術之後繼續休養，莎拉波娃未能衛冕澳網。直到3月，莎拉波娃才在印地安泉女網賽的雙打比賽中短暫復出，與同胞暨雙打衛冕冠軍韋斯寧娜（Elena Vesnina）合作，但是第一輪就被淘汰出局。由於狀況不佳，莎拉波娃仍不打算參加單打比賽，使得她的單打排名六年來首次跌出百名，最低來到第126名。
5月，莎拉波娃才在華沙公開賽亮相，這是她十個月以來第一項單打比賽，連勝兩場後，於八強敗給阿廖娜·邦达连科。緊接著便角逐法網，儘管肩傷使得她發球姿勢改變，同時失誤大增，但她在賽事中展現不凡毅力，光是前四場就打了十二盤，丟五十局，但都獲得勝利，其中在第二輪打至Long game，才淘汰了第十一號種子娜佳·彼得罗娃，八強賽時氣力放盡，被多米尼卡·齊布爾科娃直落二淘汰，但此一戰果也使她的世界排名由102名急速升回第60名。
復出的莎拉波娃，狀態極其不穩，溫網敗於姬絲拉·杜高之下，和去年一樣止步於第二輪，不過下半年靠著零星表現，使她排名緩步上升，她最終在泛太平洋公開賽一路過關斬將，決賽遇上揚科維奇，在首盤5–2領先情況下，對方因手腕不適退賽，而使莎拉波娃奪得全年唯一一座的WTA冠軍。
2009年總成績為31勝9負，贏得一項單打冠軍。世界排名從最低的126名回升至14名。

### 2010年：改變發球策略
為了應付肩膀傷勢，莎拉波娃的發球技術在此時進入了調整期，連帶失誤率也在這一年暴增，並嚴重地影響了她的成績。澳網首輪，她被童年好友基里连科（Maria Kirilenko）三盤淘汰出局，這也是她自從2003年法網以來，首次在大滿貫賽首輪出局。
總結全年，莎拉波娃的成績表現並不理想，四大滿貫賽均未能打進八強，只在兩場級別較低的國際賽事中奪冠。但也讓她以參加等級較低的比賽之方式，從肩傷中慢慢重新適應比賽強度與增加信心。值得注意的是，她在法國的史特拉斯堡得到了生涯第一座紅土賽事的冠軍。此外，不擅長紅土的莎拉波娃，在法網第三輪對上當代紅土高手賈斯汀·海寧，激戰三盤才落敗，也為她之後在紅土賽事的信心與成績提升奠定了基礎。

### 2011年：重回頂尖行列
莎拉波娃在2011年狀態提升許多，首先在澳網，她並未重蹈去年的覆轍，晉級到第四輪才被三十號種子佩特科維奇（Andrea Petkovic）淘汰出局。
因呼吸道感染退出2月份的三項比賽後，莎拉波娃在北美硬地賽事展現了不俗狀態，包含印地安泉女網賽四強、邁阿密女網賽亞軍，排名自2009年1月後，再次升上第9名。
5月，莎拉波娃在羅馬接連擊敗三號種子阿扎倫卡（Victoria Azarenka）、時任世界第一暨賽會頭號種子瓦芝妮雅琪（Caroline Wozniacki）、法網亞軍斯托瑟（Samantha Stosur）等好手，奪得BNL意大利國際賽冠軍，這也是她此時等級最高的紅土賽事冠軍。法網表現也很傑出，甚至有望首奪賽事冠軍，但在準決賽中被後來的冠軍李娜擊敗，無緣爭冠。同年，莎拉波娃在溫網也打進了睽違七年的決賽，同時亦是肩傷手術後的第一個大滿貫賽決賽，但最終敗給捷克新秀暨當年的WTA最佳新人克維托娃（Petra Kvitova）。
9月美網過後，世界排名一度升至第2名，可惜在泛太平洋公開賽八強對戰克維托娃時，因發球不慎扭傷腳踝而退賽，由於傷勢頗為嚴重，未能參加中國網球公開賽，在年終賽的表現也大受影響，二連敗後退賽，使得年終世界排名滑落至第4。

### 2012年：生涯大滿貫與重回世界第一

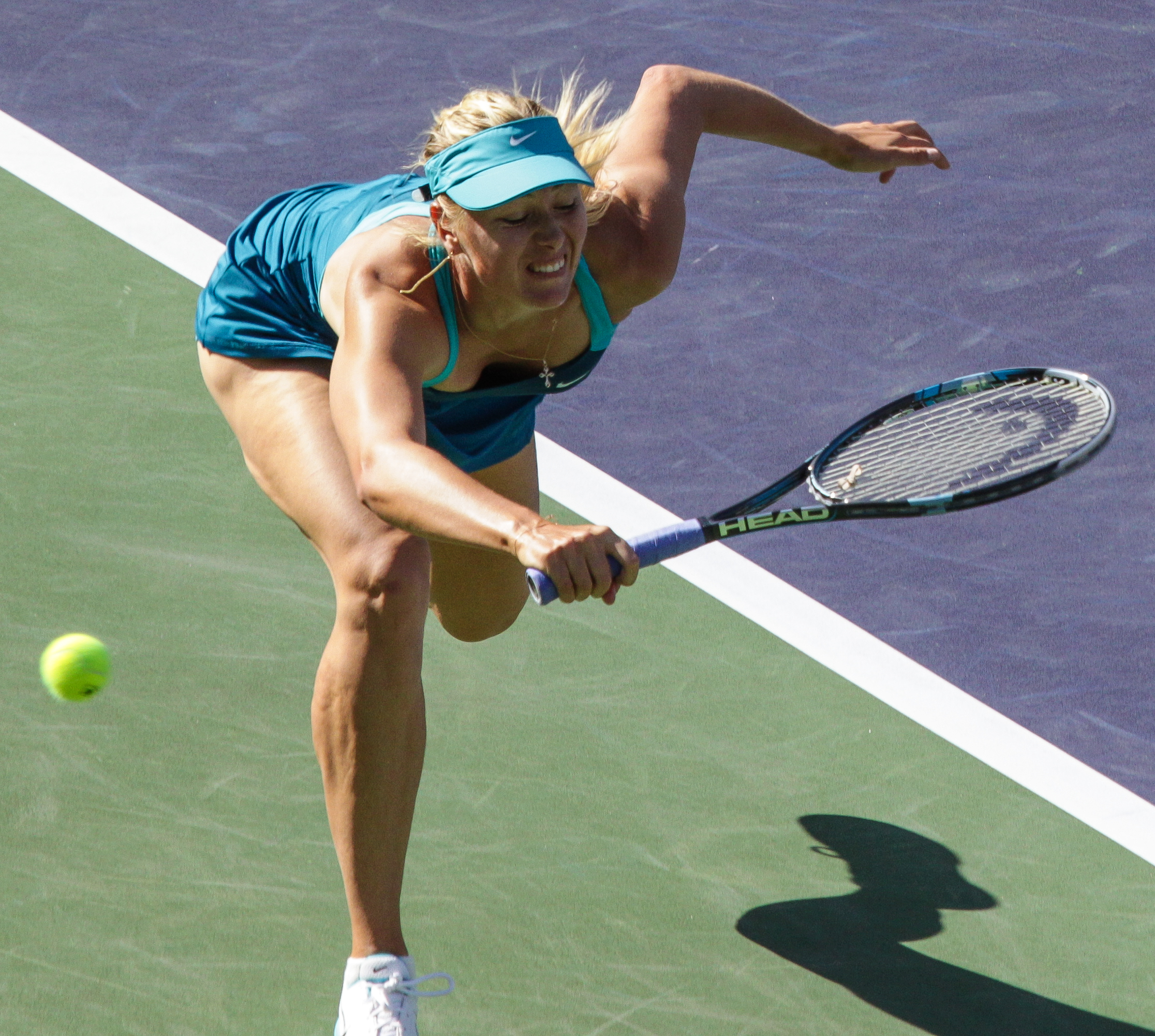
2012年3月13日於印第安維爾斯大師賽參賽

因為去年底造成的腳踝傷勢，莎拉波娃並未照原定計劃參加布里斯班的賽事，之後她在澳網、印地安泉女網賽、邁阿密女網賽均奪得亞軍。直到紅土賽季，莎拉波娃才在生涯首度參加的保時捷大獎賽決賽中，直落二擊敗賽會頭號種子阿扎倫卡，迎來本賽季的首冠。
莎拉波娃在紅土熱身賽表現優異，總計只錄得一敗，而且是在馬德里該年特殊的藍土上敗於小威廉絲——亦即紅土全勝。法網時，莎拉波娃的紅土技術更是發揮得淋漓盡致，除了能使用短距離的滑步外，擊球時也使用更多比例的上旋球，一路過關斬將，只於八強戰搶七中掉了一盤，決賽中，莎拉波娃更以壓倒性的力量直落二擊敗黑馬艾拉妮（Sara Errani），於個人職業生涯中首度奪得法網冠軍，並完成了女單生涯大滿貫（Career Grand Slam）的成就。與此同時，她的世界排名在打進決賽後亦已確定超越阿扎倫卡，因而成為網球史上唯一一位可以在經歷肩傷手術後，又重新回到世界第一的人。但因為在溫網第四輪中敗給德國選手利斯基（Sabine Lisicki），排名只維持四週。
當年舉行的倫敦奧運會是莎拉波娃生涯首度參加奧運網球比賽，開幕式中她榮任俄羅斯掌旗使，並最終奪得網球女子單打項目的銀牌。8月，她在美國推出個人糖果品牌「糖波娃」（Sugarpova），並親自代言推廣，銷售狀況極佳。
年底，莎拉波娃再奪得中國網球公開賽與WTA年終賽兩項亞軍，總結全年，莎拉波娃60勝11負，在勝場數創下新高（先前最多是2006年的59勝9敗），奪三冠六亞，年終世界排名第2，追平個人生涯最佳紀錄。

### 2013年：肩傷困擾

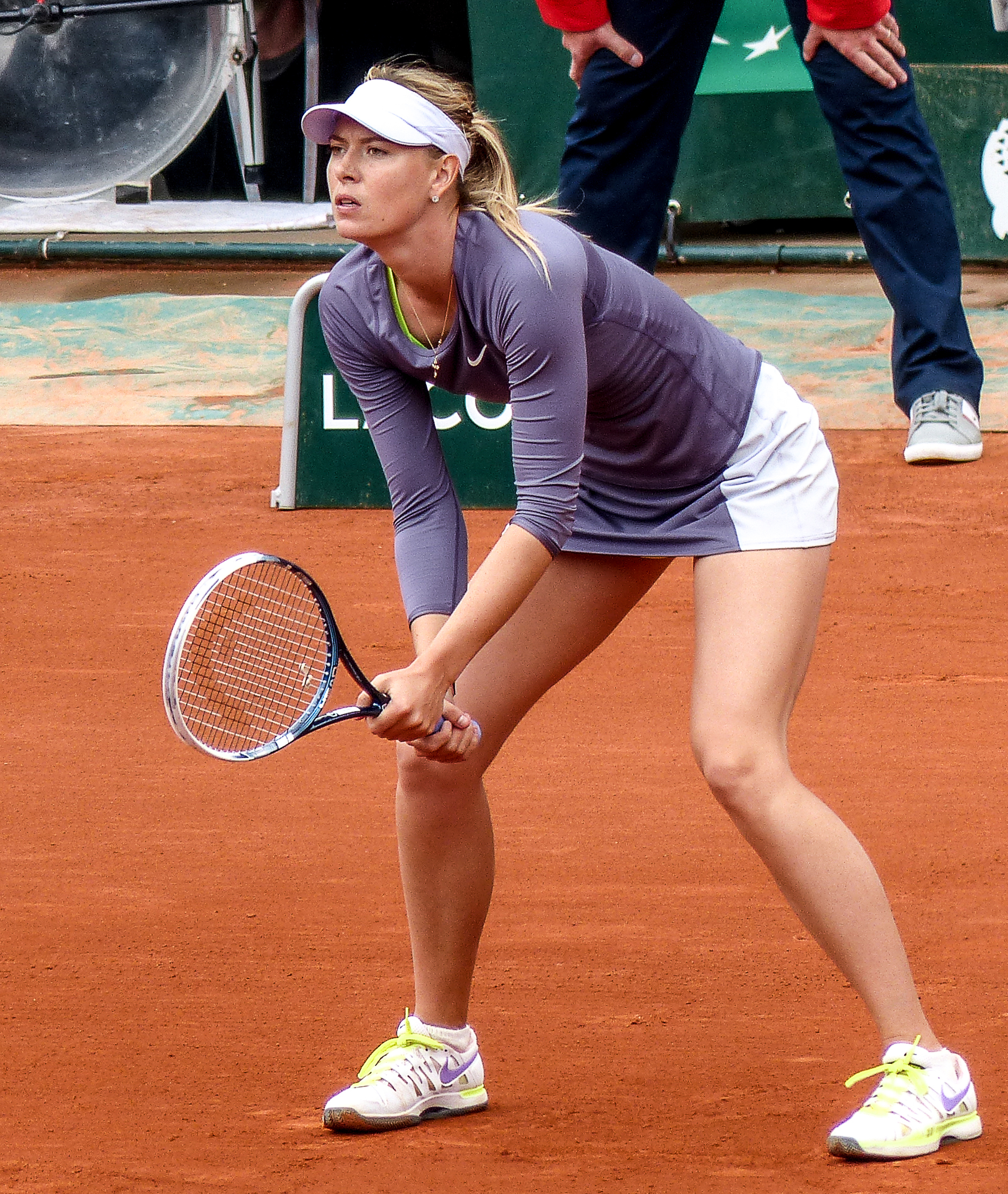
莎拉波娃於2013年法國網球公開賽比賽現場。

一月初因右鎖骨發炎，連續第二年退出在澳洲舉辦的布里斯班國際賽。之後於澳網、杜哈皆打進準決賽，並於印第安泉女網賽未失一盤奪冠，在邁阿密亦打入決賽，可惜最終不敵小威廉絲，但已是2008年以來雙方又一次鏖戰到三盤。
2013年4月22日，身為衛冕冠軍的莎拉波娃宣布與保時捷簽約，擔任全球第一位女性代言大使，之後又成功衛冕保時捷大獎賽，奪得個人生涯第三部保時捷（分別來自04年年終、12–13保時捷冠軍），並將自己的紅土連勝紀錄持續延伸，直到在馬德里決賽中不敵小威才終止。
尋求羅馬三連冠的莎拉波娃，於第三輪打敗美國新秀史蒂芬絲後，隨即宣佈因發燒退賽，連續第二年以紅土熱身賽一敗的成績，直指法網。
身為法網衛冕冠軍的莎娃，在八強戰遭遇揚柯維奇，首盤吞蛋遭對手完封，但最終以0–6，6–4，6–3奪勝，也是莎拉波娃生涯首次第一盤吞蛋後逆轉獲勝；準決賽遭遇阿扎倫卡，以6–1，2–6，6–4驚險獲勝。全場發出十二記ACE，也發出十一次雙誤；決賽再次遭逢小威，最終以4–6，4–6屈居亞軍，對戰紀錄來到十三連敗，但賽後外界普遍對於此場莎娃發球與抽球的穩定性，以及戰略運用給予好評。
莎拉波娃在溫布頓名列大會三號種子，她在第二輪迎戰葡萄牙小將德布里托（Michelle Larcher de Brito）時，在球場上滑倒了三次，疑似因此造成臀傷，最後爆冷輸球。她原本預計參加史丹佛和羅傑斯杯兩項北美賽事，但因為傷勢仍未復原，被迫放棄比賽。8月中參加了西南銀行公開賽，但狀態仍持續低迷，第2輪苦戰三盤後爆冷輸給大會第十七種子斯洛恩·斯蒂芬斯（Sloane Stephens）。
美國網球公開賽開始前，莎拉波娃又遭逢肩傷復發，故在個人社群網站上面發佈了退賽聲明，指無法承擔比賽的節奏，亦說自己非常喜歡美網，做出這樣的決定讓她感到很艱難，希望自己明年能儘快回到這裡。被迫退出2013賽季餘下所有比賽（包括幾乎篤定能夠參加的年終總決賽）的莎拉波娃，以年終排名第4結束了整個賽季。

### 2014年：第二個法網冠軍
去年下半季飽受臀傷、肩傷所苦的莎拉波娃，於春季硬地的表現上並不突出，在2014年澳洲網球公開賽中為三號種子，第四輪面對多米尼卡·齊布爾科娃，莎拉波娃在贏得首盤的情況下，連輸兩盤遭到對手逆轉，最終止步第四輪。其它最多是在布里斯班、巴黎、邁阿密三項賽事闖入四強，但均未獲得進一步角逐冠軍的機會，世界排名下跌至第七，一度還有跌出前十的危機。
莎拉波娃在紅土賽季才真正翻身，4月底參加保時捷大獎賽，身為品牌代言人與二度衛冕冠軍的莎拉波娃於首輪艱辛過關後，一路晉級至決賽，決賽面對伊凡諾維琪，在首盤0–5落後的狀況下逆轉奪冠，不但取得雙方對戰紀錄七連勝，更首次在職業賽場上完成單項賽事的三連霸。，憑藉此成就，莎拉波娃以44%得票率獲選為4月最佳球員（WTA Player of the Month）。
5月初舉辦的馬德里公開賽，莎拉波娃順利闖進決賽，在首盤1–6落後的狀況下逆轉擊敗羅馬尼亞新星西莫娜·哈勒普（Simona Halep），拿下個人第二座皇冠賽冠軍。隨後在羅馬公開賽第三輪中不敵伊凡諾維琪。
羅馬站過後，莎拉波娃以賽會七號種子的身份參加法國網球公開賽，並自第四輪開始，連續打了三場「先輸一盤後逆轉對手」的三盤戰，決賽中再次面對馬德里亞軍、初次闖入法網決賽的哈勒普，莎娃又一次以三盤戰勝對手，生涯第二度奪得法網冠軍，亦憑此成就獲評為5月最佳球員，也是WTA第一位衛冕此項榮譽者。
不過紅土賽季結束後，莎拉波娃的狀態又有所起伏，溫布頓網球錦標賽於第四輪三盤敗於安赫利奎·克柏（Angelique Kerber），北美硬地也只有西南銀行公開賽闖入四強，但卻繼羅馬賽後第二度敗於安娜·伊萬諾維奇，其中亦包含了2014年美國網球公開賽，雖以第五種子身分出賽，卻於第四輪三盤不敵前世界球后也是最後本屆美網的亞軍瓦芝妮雅琪，綜觀今年四大滿貫賽事，莎拉波娃除了於法網再度奪冠外，其他三項皆止步第四輪。
一直要到中國網球公開賽（China Open），莎拉波娃才一口氣連勝库兹涅佐娃、伊凡諾維琪、克維托娃等名將，時隔十八個月再奪硬地賽事冠軍，重回世界第二，有機會在新加坡舉辦的年終賽中與美網冠軍小威廉絲爭奪年終排名第一的位置。可惜莎拉波娃在年終賽表現不佳，小組賽一勝二敗，未能晉級準決賽，在2014年球季畫下了不太完美的句點。
總結2014年，莎拉波娃繳出49勝13敗的成績，單打排名及獎金排行榜皆以第二名坐收，四次闖進決賽皆獲得冠軍，總數僅次於2006年的五座，其中更有三個冠軍是來自歐洲紅土賽季，本賽季紅土場上19勝1敗、勝率95%的出色表現。

### 2015年：澳網亞軍、聯邦盃亞軍
莎拉波娃生涯第二度選擇參加布里斯班國際賽來開啟新的賽季，在衛冕冠軍小威廉絲未出賽的情況下，莎拉波娃一路挺進決賽，並三盤擊敗伊凡諾維琪，少見地在開季第一場比賽便奪得冠軍。此冠也使得莎拉波娃已經連續13個賽季（2003–2014），單季至少有一項單打錦標，她也是本世紀第一位完成此創舉的WTA網球選手，長度僅次於娜拉提洛娃（Martina Navratilova）的21年（1974–1994）、艾芙特（Chris Evert）的18年（1971–1988）以及葛拉芙（Steffi Graf）的14年（1986–1999）。
在2015年的首个大满贯赛事澳大利亚网球公开赛中，莎拉波娃於第二輪驚險挽救了對手的兩個賽末點，最終闯入决赛，惜仍以3-6，6(5)-7不敌塞雷纳·威廉姆斯，获得生涯第三个澳网亚军，後在下一週的聯邦杯中，幫助俄羅斯擊敗波蘭隊，晉級聯邦杯準決賽。
二月的墨西哥公開賽，莎娃在準決賽前夕因為胃病而退出比賽，之後狀態低迷，在北美硬地賽季的印第安泉公開賽第四輪出局後，緊接著邁阿密、斯圖加特都是一戰淘汰（中間包含因腿傷臨時退出聯邦杯準決賽），莎娃罕見地出現了單打三連敗，排名更一度被哈勒普超越，跌至第三。
所幸莎娃在馬德里公開賽逐步回穩，晉級到四強，但不敵同胞好手库兹涅佐娃。接下來的羅馬公開賽，她未失一盤晉級決賽，苦戰三盤後逆轉拿下生涯第三個羅馬賽冠軍，並趕在法網前重返世界第二，確定以第二種子身分出戰法網。法網第四輪則輸給獲得亞軍的捷克選手莎伐洛娃（Lucie Šafářová）。
草地賽季以第四種子出賽溫布頓網球公開賽，並睽違四年再度重返準決賽，再次輸給冠軍小威廉絲。隨後因傷退出了包括美國網球公開賽在內的北美硬地賽季。
莎拉波娃於亞洲賽季復出，武漢網球公開賽第二輪對上巴博拉·斯特里措娃(Barbora Strýcová),打到第三盤領先時因傷再次退賽，隨後退出中國網球公開賽（China Open）。
年終賽以第三種子出賽，於小組賽分別擊敗,哈勒普(Simona Halep)、拉德萬斯卡(Agnieszka Radwańska)與佩內塔(Flavia Pennetta)，以全勝晉級準決賽，但輸給克維托娃（Petra Kvitova)。
聯邦盃決賽，莎拉波娃與帕夫柳琴科娃(Anastasia Pavlyuchenkova)、維斯尼娜(Elena Vesnina)﹑馬卡洛娃(Ekaterina Makarova)於布拉格出戰捷克隊，莎拉波娃分別擊敗普莉斯科娃(Karolína Plíšková)與克維托娃獲得兩場單打的勝利，但俄羅斯隊仍以2-3輸給捷克隊，獲得亞軍。

### 2016年：遭遇禁賽
莎拉波娃原定以布里斯班國際賽來開啟新的賽季，但最終因傷退出，隨後澳大利亚网球公开赛八強賽再次輸給小威廉絲，隨後退出中東賽季。
3月时，莎拉波娃在澳网赛前的药检中呈阳性，檢驗出使用2016年1月起禁止使用的米屈肼（Meldonium），并被国际网球联合会处以临时禁赛，禁赛期从3月12日开始。
6月8日，國際網球總會發表聲明，宣佈莎拉波娃禁賽2年，禁賽期追溯回1月26日，後上訴得直減為15個月。

### 2017年：從禁賽回歸
2017年4月禁賽結束後，她以外卡身分於保時捷網球大獎賽復出，首輪以7-5、6-3擊敗前美網亞軍與前雙打世界第一羅貝塔·文琪（Roberta Vinci)並一路晉級至四強賽，對上美拉德諾維(Kristina Mladenovic)以三盤輸球。由於莎拉波娃在禁賽後已經沒有任何積分與排名，因此需要賽事主辦單位發放外卡，引發其他球員不滿，隨後的復出之路也不輕鬆，馬德里大師賽輸給從未輸過的尤金妮·布夏(Eugenie Bouchard)，羅馬大師賽第二輪打到第三盤又因傷勢退賽，並因排名資格且主辦單位拒絕發外卡，因此無緣參加法國網球公開賽。原本預定要參加的伯明罕草地賽與溫布頓網球公開賽的資格賽也因大腿傷勢退出。
美國網球公開賽，以外卡選手出賽，首輪面對世界排名第二哈勒普(Simona Halep)，莎娃以6-4、4-6、6-3爆冷獲勝，延續自己美網夜場連勝的紀錄，隨後在第四輪輸給十六號種子安娜絲塔西卓·希瓦妥娃(Anastasija Sevastova)。
美國網球公開賽結束後，莎拉波娃出版了個人自傳「勢不可擋我至今的生活」(Unstoppable: My Life So Far)
亞洲賽季，中網打進第三輪輸給哈勒普，在天津網球公開賽，在兩盤分別落後的情況下逆轉擊敗白俄羅斯新星沙巴蘭卡(Aryna Sabalenka)得到兩年來首座WTA單打冠軍，世界排名重返前六十名。隨後的莫斯科的克里姆林杯(Kremlin Cup)，第一輪就被當年溫網四強里巴里科娃(Magdaléna Rybáriková)淘汰。

### 2018年：法網八強
莎拉波娃從深圳公開賽(Shenzhen Open)展開賽季並進入四強，隨後澳網第三輪兩盤輸給克柏。
中東賽季，杜哈公開賽，莎拉波娃第一輪三盤爆冷輸給羅馬尼亞選手莫妮卡·尼古列斯庫(Monica Niculescu)。
北美硬地賽季，印地安泉網球公開賽，莎拉波娃第一輪輸給日本新星兼賽會冠軍大坂直美(Naomi Osaka)，隨後退出邁阿密公開賽。
紅土賽季，斯圖加特賽輸給法國選手卡羅琳·加西婭(Caroline Garcia)，隨後馬德里賽與羅馬賽打出該年最佳成績，分別打進八強與四強賽，且在羅馬賽八強三盤擊敗去年法網冠軍(Jeļena Ostapenko)。法國網球公開賽在第四輪原本要對上懷孕復出的小威廉斯，但小威因傷勢退賽，莎拉波娃於八強賽輸給前賽會冠軍、時任世界第三的蒙奎露扎，藉由紅土賽季的表現，莎拉波娃的世界排名回升至世界前25名。
草地賽季，莎拉波娃表現又開始不穩，溫布敦公開賽第一輪爆冷輸給同胞選手維塔利婭·季亞琴科(Vitalia Diatchenko)，自2010年來首度在大滿貫一輪遊。
北美硬地賽季，羅傑斯杯止步第三輪，辛辛那提大師賽退賽，美國網球公開賽晉級至第四輪輸給西班牙選手納凡諾(Carla Suárez Navarro)，美網夜場22連勝遭到中止，隨後結束賽季。

### 2019年：肩傷問題
莎拉波娃從深圳展開賽季，在八強對上沙巴蘭卡退賽。澳洲網球公開賽，一路晉級至第四輪，過程中擊敗衛冕冠軍、世界第三的瓦芝妮雅琪(Caroline Wozniacki)，但輸給澳洲名將艾許莉·芭提(Ashleigh Barty)。隨後出戰家鄉的聖彼得堡公開賽(St. Petersburg Ladies' Trophy)，於第二輪因肩傷問題退出，並缺席隨後的春季硬地賽事及紅土賽季。
草地賽季，莎拉波娃在西班牙的馬約卡賽(Mallorca Open)迎來復出首勝，但第二輪就輸給前世界第一的安赫利奎·克柏，隨後溫布敦網球公開賽也在途中因傷退賽。
北美硬地賽季，羅傑斯杯與辛辛那提大師賽分別止步第一輪與第二輪，美國網球公開賽第一輪就對上小威廉絲，以兩盤被小威淘汰，吞下對戰20連敗。隨後又因傷勢退出亞洲賽季。
由於紅土賽季的缺席，莎拉波娃的年終排名以131名結束，自2002年來新低。

### 2020年：持續低迷 宣佈退休
莎拉波娃以外卡出席布里斯本頂級賽，但第一輪三盤輸給美國資格賽選手珍妮弗·布雷迪(Jennifer Brady)，後者在下一場比賽擊敗世界第一的芭提。隨後澳洲網球公開賽第一輪輸給第十九種子唐娜·維基克(Donna Vekić)，世界排名跌至300外，自2002年八月以來新低。最終於2020年2月26日宣佈退休。

## 技術分析
莎拉波娃属于侵略型底线型球员，她正反拍的击球力量、深度、角度、速度俱佳，擅長使用强力而快速的平擊球壓制對手。考虑到莎拉波娃的身高，她的移動速度算是不錯。2008年初，一些观察家注意到莎拉波娃在比赛上逐渐成熟，她的跑動和移位更好，同時把小球和反手切球加入了自己的击球体系。
除了力量，莎拉波娃最大的优点在于她坚韧不屈的心态和不甘人后的精神，正如 Nick bllettieri 说的，她「像钉子一样坚韧」。在2010年的法网比赛上，网坛名宿是这样评价莎拉波娃的，「对于他来说，比赛到了最后握手才算结束」。
球技之外，莎拉波娃更以在场上「吼叫」著称，在2005年温网比赛中甚至达到了破纪录的101分贝。2003年伯明翰第二轮，在对手德希（Nathalie Dechy）向主審投诉后，莎拉波娃曾被要求降低音量。当被媒体问及吼叫的问题时，莎拉波娃要求媒体「只看比赛就好」，她回应说她的吼叫是「一种自然的本能」。至於「吼叫始祖」莎莉絲（Monica Seles）則称吼叫是网球运动的一部分，是自然而然的。
职业生涯初期，莎拉波娃的一发和二发非常有力量，被普遍认为是世界巡回赛最好的发球手之一。但是，2007年起，她的肩伤降低了发球的效率，特別是在2008–2009年經歷肩部手術並回歸以後，她在很多比赛中仿佛中了规律性的高双误魔咒。两届美网冠军 Tracy Austin 相信莎拉波娃经常在发球出现问题后丧失了对剩下比赛的信心，于是便频繁犯下非受迫性失误，打得更放不开手脚。网球作家 Joel Drucker 评论说，她的发球是「她整场比赛的催化剂」，她对发球的重视明顯暴露了她的缺点。

在她肩傷休赛歸来以後，她使用了一种較為简洁的發球动作，虽然这可以較容易地打出Ace球，但还是避免不了大量的双误。在2009年美网早早出局之后，莎拉波娃的开球回归到近似她手术前的那種更加伸长的动作。
莎拉波娃的接發球技術亦非常出色，常常在比賽中可以看到她擊出回發致勝球（return ace），並且很會利用對手的二發做攻擊的起點。
由于依赖力量进行比赛，生涯前期莎拉波娃較喜欢快节奏的硬地和草地，相反地，对于慢节奏的紅土场地并不适应。，莎拉波娃也承认比起其他场地，她在紅土場地上的动作并不协调年幼的她更曾在一场比赛之后，将紅土場上的自己描述為「冰上乳牛」（cow on ice）。
這樣的限制也影響了她的生涯战果以及參賽意願，首先，在2011年以前，莎拉波娃每年最多不會參加超過三項土場賽事（且還有退賽的可能），再者，儘管她在2007年與2011年分別打进了法網準决赛，但法网仍是她耗費最長時間才赢得的大满贯賽頭銜（連續參賽十次始奪冠），這確實影響了她過往對紅土賽的信心。
2008年，莎拉波娃在艾密莉亞島（Amelia Island）舉辦的博士倫女網賽中，拿下了生涯第一座土場（該場地採用綠土）冠軍，在此之前，她早已在其他場地赢得了多達十八项冠军。2010年，她在法國的史特拉斯堡賽事中得到了生涯第一座「真正的」紅土冠軍，雖然等級不高，但卻開啟了莎拉波娃在紅土上發展的契機，2011年，她有所突破，進一步拿下了羅馬賽冠軍，成為當時她所擁有的最高等級土場冠軍，地位僅次於法網與馬德里賽事。
聘请瑞典人托马斯（Thomas Hogstedt）作为教练之后，莎拉波娃的防守與移動开始有了提升，她在红土场上的实力进步很快。其中最令人驚艷的，莫過於她於紅土球場上滑步的應用，比起以往有了長足的進步。這也使她相較於生涯早期，能夠救回更多對手的快速回球，甚而轉守為攻；加上近期她的多拍來回抽球更加穩定，使得她在任何場地上，都比肩傷復出後的那段時間相比，更有威脅性。2012年，她接连获得斯图加特、罗马、法网三项重大红土赛事的冠军，紅土賽季16勝1敗（1敗是在藍土上），紅土勝率躍升至當年度球員第一，早已经摆脱了早年「冰上乳牛」的形象。
莎拉波娃自肩伤手术以来，在硬地场和草地场的威力明显下降，反而是在红土场上的滑步有了明显进步，使她在红土场上的防守实力有了明显的提高。自2011至2014年，莎拉波娃连续四年打进法网四强，2012年和2014年分别夺冠，2011年和2013年只是分别输给了当年的冠军李娜和小威。法网成为莎拉波娃表现最稳定的大满贯。
莎拉波娃以强力的抽球闻名于世，她的强力正拍經常创造成功的致胜分。莎拉波娃不時能打出 inside out 的球路，类似于黛文波特和納達爾（Rafael Nadal）的繞頭拍。这使得她的擊球時間可以稍慢，並增加球的上旋度，但是也可能导致时间差上的失误。反拍部分，這雖然不是她的主要得分手段，但却更加可靠，在很多网球分析者看来，这才是她最大的优点和网球史上最伟大的击球之一。
最後，儘管莎拉波娃剛出道時也拿過三項WTA雙打冠軍，但網前截擊至今仍是莎拉波娃技術上相對較弱的一環，上網時她傾向使用抽球式截擊（或稱凌空抽擊），而非傳統的截擊或過頂扣殺（Smash），這使得她一旦遇到過網較低，而無法以抽球方式回擊的網前球時，偶有機會以掛網失誤收場。

## 獲獎
- 一级祖国功勋奖章（2012年8月13日）：伦敦奥运会的成就[22]
- 二级祖国功勋奖章（2012年4月28日）：致力于慈善活动[23]

## 生涯統計

### 大滿貫與年終賽年表
指引：
| W | F | SF | QF | #R | RR | LQ (Q#) | A | P | Z# | PO | SF-B | F-S | G | NMS | NH | NQ |

W：冠軍；F：亞軍；SF：四強；QF：八強；#R：前四輪；RR：小組賽；LQ：止步資格賽；A：缺席；P：比赛延期；Z#：戴维斯杯/联合会杯组别赛（#表示级别）；PO：參與戴維斯盃/联合会杯附加赛；SF-B：奧運會銅牌；F-S：奧運會銀牌；G：奧運會金牌；NMS：非ATP1000大師賽系列；NH：該賽事本年度未舉行；NQ：未入圍。
| 大滿貫           |     |      |      |      |      |      |     |     |      |      |      |      |      |     |     |     |     |     |        |        |     |
| 澳洲網球公開賽   | 1R  | 3R   | SF   | SF   | F    | W    | A   | 1R  | 4R   | F    | SF   | 4R   | F    | QF  | A   | 3R  | 4R  | 1R  | 1 / 16 | 57–15  | 79% |
| 法國網球公開賽   | 1R  | QF   | QF   | 4R   | SF   | 4R   | QF  | 3R  | SF   | W    | F    | W    | 4R   | A   | A   | QF  | A   | A   | 2 / 14 | 56–12  | 82% |
| 溫布頓網球錦標賽 | 4R  | W    | SF   | SF   | 4R   | 2R   | 2R  | 4R  | F    | 4R   | 2R   | 4R   | SF   | A   | A   | 1R  | 1R  | NH  | 1 / 15 | 46–14  | 77% |
| 美國網球公開賽   | 2R  | 3R   | SF   | W    | 3R   | A    | 3R  | 4R  | 3R   | SF   | A    | 4R   | A    | A   | 4R  | 4R  | 1R  | A   | 1 / 13 | 38–12  | 76% |
| 勝-負            | 4–4 | 15–3 | 19–4 | 20–3 | 16–4 | 11–2 | 7–3 | 8–4 | 16–4 | 21–3 | 12–3 | 16–3 | 14–3 | 4–1 | 3–1 | 8–4 | 3–3 | 0–1 | 5 / 56 | 197–53 | 79% |
| WTA年終總決賽    | NQ  | W    | SF   | SF   | F    | NQ   | NQ  | NQ  | RR   | F    | A    | RR   | SF   | NQ  | NQ  | NQ  | NQ  | NH  | 1 / 7  | 21–11  | 66% |

### 大滿貫

#### 冠軍（5）
| 年份 | 比賽   | 場地 | 決賽對手        | 對手國籍 | 勝方比分      |
| ---- | ------ | ---- | --------------- | -------- | ------------- |
| 2004 | 溫布頓 | 草地 | 塞雷娜·威廉姆斯 | 美國     | 6–1、6–4      |
| 2006 | 美网   | 硬地 | 海宁            | 比利时   | 6–4、6–4      |
| 2008 | 澳网   | 硬地 | 伊万诺维奇      | 塞爾維亞 | 7–5、6–3      |
| 2012 | 法网   | 泥地 | 埃拉尼          | 意大利   | 6–3、6–2      |
| 2014 | 法网   | 泥地 | 哈勒普          | 羅馬尼亞 | 6–4、6–7、6–4 |

#### 亞軍（5）
| 年份 | 比賽 | 場地 | 決賽對手        | 對手國籍 | 勝方比分  |
| ---- | ---- | ---- | --------------- | -------- | --------- |
| 2007 | 澳网 | 硬地 | 塞雷娜·威廉姆斯 | 美国     | 6–1、6–2  |
| 2011 | 温网 | 草地 | 克維托娃        | 捷克     | 6–3、6–4  |
| 2012 | 澳网 | 硬地 | 阿扎倫卡        | 白俄羅斯 | 6–3、6–0  |
| 2013 | 法網 | 紅土 | 塞雷娜·威廉姆斯 | 美国     | 6–4、6–4  |
| 2015 | 澳网 | 硬地 | 塞雷娜·威廉姆斯 | 美国     | 6–3、7–65 |

### 年終總決賽

#### 冠軍（1）
| 年份 | 舉行地點 | 場地 | 決賽對手 | 對手國籍 | 勝方比分      |
| ---- | -------- | ---- | -------- | -------- | ------------- |
| 2004 | 洛杉磯   | 硬地 | 小威廉絲 | 美國     | 4–6、6–2、6–4 |

#### 亞軍（2）
| 年份 | 比賽       | 場地 | 決賽對手 | 對手國籍 | 勝方比分      |
| ---- | ---------- | ---- | -------- | -------- | ------------- |
| 2007 | 馬德里     | 硬地 | 艾寧     | 比利时   | 7–5、5–7、3–6 |
| 2012 | 伊斯坦布爾 | 硬地 | 小威廉絲 | 美國     | 4–6、3–6      |

## 外部連結
- 官方网站
- 玛丽亚·莎拉波娃的国际女子网球协会官方資料（英文）
- 玛丽亚·莎拉波娃的國際網球總會 職業／青少年 官方資料（英文）
- Fed Cup - Player profile - Maria SHARAPOVA (RUS) （页面存档备份，存于）

| 獎項              | 獎項                 | 獎項              |
| ----------------- | -------------------- | ----------------- |
| 前任： 库兹涅佐娃 | WTA最佳新秀 2003年   | 繼任： 戈洛文     |
| 前任： 彼得罗娃   | WTA最佳進步獎 2004年 | 繼任： 伊萬諾維奇 |